# Пам'ять
Па́м'ять — психічний процес, який полягає в закріпленні, збереженні, наступному відтворенні та забуванні минулого досвіду, дає можливість його повторного застосування в життєдіяльності людини. Нейробіологічною основою пам'яті є нейропластичність. 
У психології пам'яттю позначають комплекс пізнавальних здібностей і вищих психічних функцій по накопиченню, збереженню та відтворенню знань і навичок. Пам'ять в різних формах і видах притаманна всім вищим істотам. Найрозвиненіший рівень пам'яті характерний для людини.

## Види пам'яті
Види пам'яті класифікують за різними ознаками: методом запам'ятовування, характером переважної психічної активності, тривалістю збереження інформації тощо.

### За методом запам'ятовування
- мимовільна — інформація запам'ятовується без спеціальних прийомів заучування, під час виконання діяльності або роботи з інформацією;
- довільна — цілеспрямоване заучування за допомогою спеціальних прийомів. Ефективність запам'ятовування залежить від прийомів та цілей запам'ятовування.

### За характером переважної психічної активності
- рухова — пам'ять на рухи та їх системи;
- музична — здатність впізнавати і відтворювати музичний матеріал;
- емоційна — пам'ять на почуття, які виступають стимулом до діяльності[2][3];
- моторна — запам'ятовування відбувається, коли людина пише, ліпить чи робить певні механічні дії;

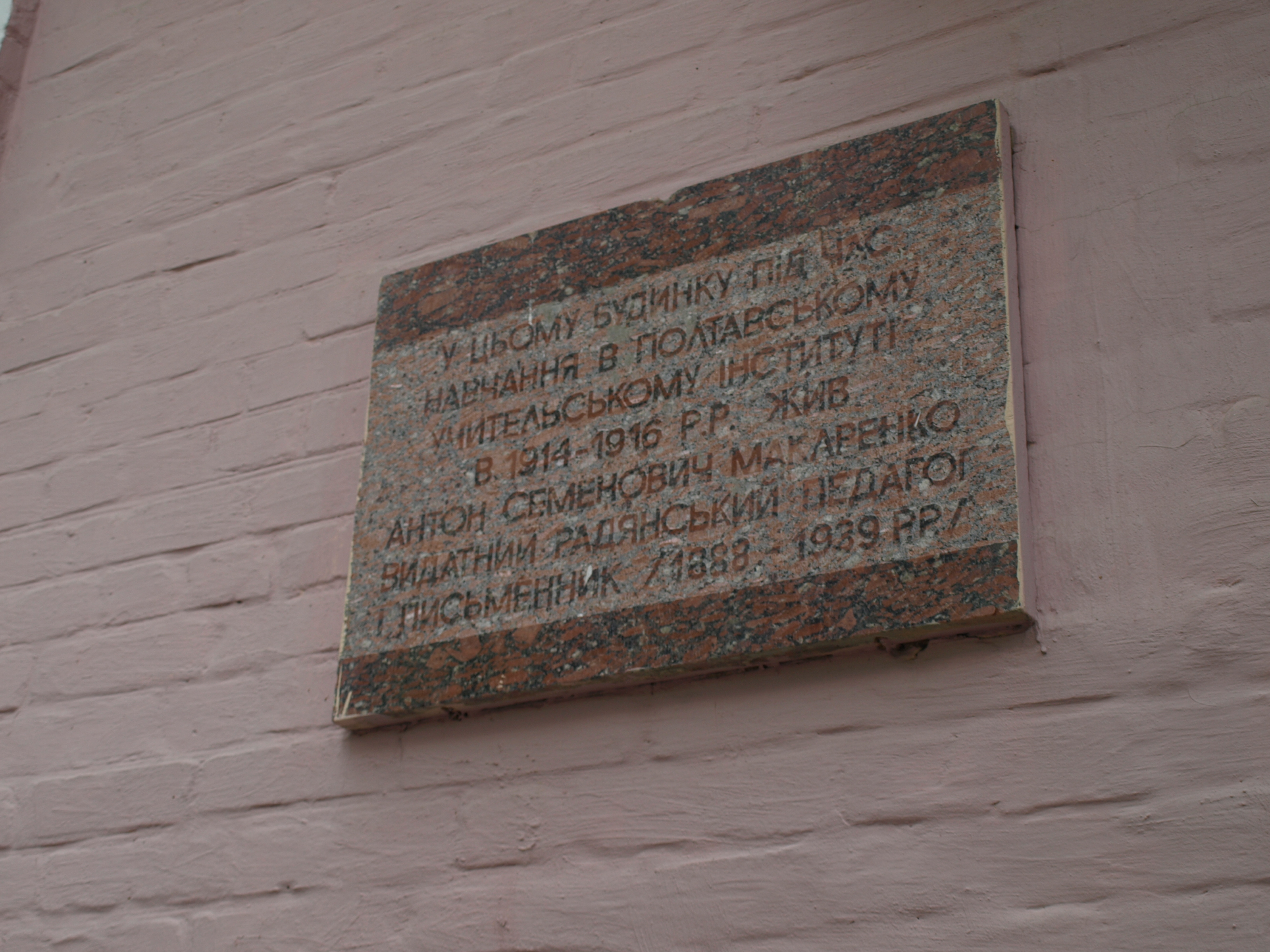

- образна — пам'ять на уявлення: зорова, слухова, нюхова, смакова, сенсорна;
- словесно-логічна —  запам'ятовується думка у формі понять. Розуміння чогось.

### За тривалістю збереження інформації
- сенсорна пам'ять триває 0,2–0,5 секунди, дозволяє людині орієнтуватися в оточенні;
- короткочасна пам'ять забезпечує запам'ятовування одноразової інформації на короткий проміжок часу — від кількох секунд до хвилини;
- довготривала пам'ять — збереження інформації протягом тривалого часу;
- оперативна (короткочасна, безпосередня, робоча)[4] пам'ять — проявляється під час виконання певної діяльності і необхідна для її виконання в кожний заданий проміжок часу.

### Похідні види пам'яті
- Генетична пам'ять — гіпотетична форма пам'яті, що існує незалежно від діяльності головного мозку, кодуючись у генах, і передається від батьків дітям;
- Біологічна пам'ять — властива всім живим істотам починаючи з одноклітинних, відображає індивідуальний розвиток після народження, адаптацію до зовнішнього середовища (черепаха — море; людина — дихання, ковтання, зір);
- Психологічна пам'ять — загально психічний процес відображення досвіду людини шляхом засвоєння та подальшого відтворення (забування) будь-якої інформації;
- Особистісна пам'ять, яка виявляється у новому виді відтворення — спогадах про події з життя (наприклад, дитини, її успіхи в діяльності, взаємостосунки з дорослими й однолітками)[5];
- Експліцитна пам'ять — на зв'язок між об'єктами, подіями тощо[6].
- Трансактивна пам'ять  — пам'ять, що формується групою людей, що протягом значного проміжку часу працюють над одним проєктом. Кожен з учасників групи володіє специфічною частиною загального обсягу інформації[7].

### Особливості короткочасної та довготривалої пам'яті
Короткочасна пам'ять практично повністю автоматична і працює без будь-якої свідомої установки на запам'ятовування. Людина може охопити поглядом близько семи предметів, запам'ятовуючи у середньому від п'яти до дев'яти одиниць інформації, які вона спроможна точно відтворити через кілька десятків секунд після їхнього пред'явлення. Тому, обґрунтовано вважають, що обсяг короткочасної пам'яті становить (7±2) елементи.
Довготривала пам'ять забезпечує людині тривале збереження знань, умінь і навичок, що потрібні в житті. Різновидом довготривалої пам'яті є автобіографічна пам'ять. Встановлено що інформація найкраще запам'ятовується, якщо до неї повертатися через визначені проміжки часу. Перший становить 15–20 хвилин, що зв'язано з роботою короткочасної пам'яті. Через дві години в людини включаються функції довгострокової пам'яті. Найкраще повернутися до вивченого через вісім годин і через добу. Якщо ж матеріал не повторювати, він буде сприйматися як новий.
Виявляється, що пам'ять не локалізована в якійсь конкретній частині мозку; вона може залежати від зміни шляхів, якими проходять нервові імпульси при їхньому поширенні в мозку. Пам'ять можна тренувати шляхом постійного використання так, щоб між нервовими клітинами (нейронами) мозку установилися чіткі зв'язки. Події, що запам'ятовуються в короткочасній пам'яті, швидко забуваються, у той час як події, що залишилися в довготривалій пам'яті, запам'ятовуються надовго і можуть бути відновлені через багато років.

## Нейрофізіологія

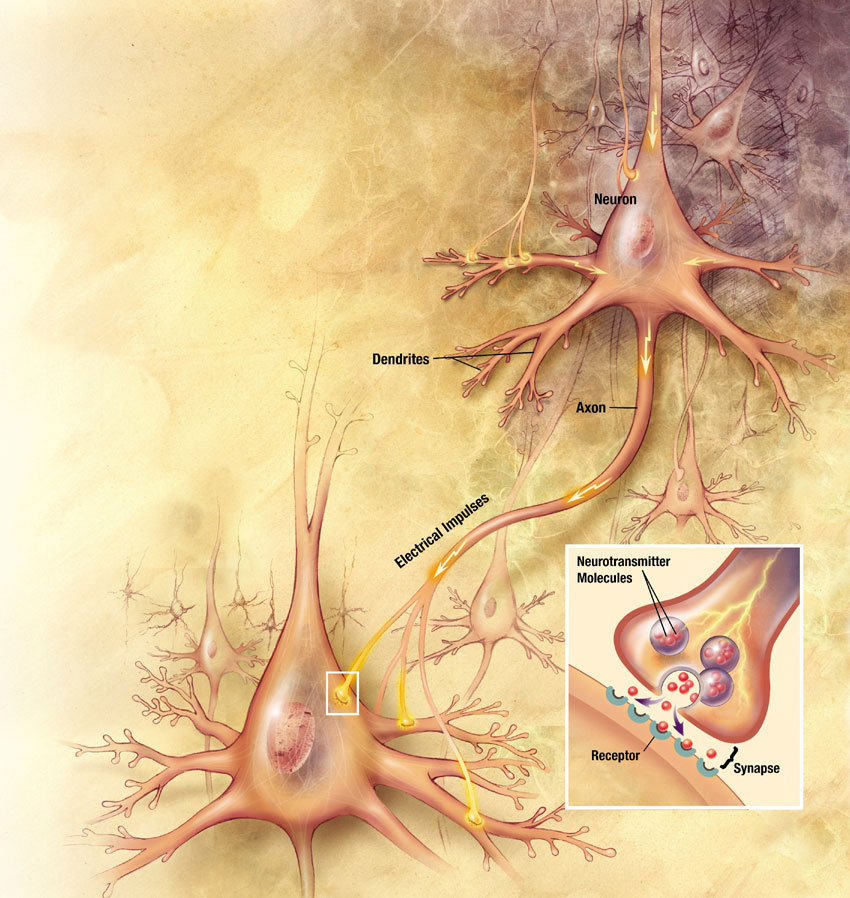
Ілюстрація синаптичної передачі між двома нейронами

Нейрофізіологічною основою пам'яті є нейропластичність. Сучасна нейрофізіологія розглядає синаптичні контакти між нейронами та їхні зміни як матеріальний носій пам'яті.
Одним з критеріїв поділу пам'яті на види є час закріплення і збереження матеріалу. Згідно з цим критерієм пам'ять поділяють на короткочасну (КП) і довготривалу (ДП), в залежності від механізму фіксації слідів пам'яті (енграм). Сліди пам'яті — це тимчасові зв'язки в корі головного мозку, які слугують фізіологічною основою запам'ятовування та відтворення. Виникнення цих зв'язків обумовлюється реальним зв'язком предметів і явищ, зокрема їх зв'язками у просторі і в часі, відношеннями подібності і відмінності між ними тощо. Характеристики цих зв'язків (міцність, лабільність та інші) визначаються тим, який ступінь участі відповідного матеріалу в діяльності суб'єкта, яка їх значущість для досягнення майбутніх цілей.

### Короткочасна пам'ять
КП є першим етапом формування енграми. Її існування у часі обмежено, слід в КП лабільний, нестійкий. Обсяг інформації, який одночасно зберігається в КП, обмежений, тому пізніші сліди витісняють попередні. Основною функцією КП є первинне орієнтування в навколишньому середовищі. Функція первинного орієнтування передбачає відображення просторово-часової структури середовища в конкретний момент часу і аналіз ступеню різноманітності параметрів зовнішнього світу. Це орієнтування може слугувати матеріалом для довготривалої пам'яті, з одного боку, і активізувати старі мнемонічні сліди — з іншого.
Як механізм КП більшість вчених розглядають багаторазову циркуляцію імпульсів (реверберацію) у замкненому ланцюгу нейронів. Разом з тим багато фізіологів і молекулярних біологів вбачають механізми КП в деяких змінах клітинної мембрани.

### Довготривала пам'ять
ДП — другий етап формування сліду пам'яті, який переводить його в стійкий стан. Енграма в ДП, на відміну від сліду в КП, стійка, час її зберігання необмежений, так само як і обсяг інформації, яка зберігається в ДП. Для ДП характерно довгочасне зберігання матеріалу після багаторазового повторення та відтворення. Як механізм ДП розглядають стійкі зміни нейронів на клітинному, молекулярному і синаптичному рівнях.
На відміну від КП, основна функція ДП — передбачення, тобто направленість на майбутні події з високою імовірністю і перенесення позитивних реакцій на один і той самий стимул з минулого у майбутнє. Ця властивість дозволяє організму здійснювати принцип економії зусиль на основі відбору і довготривалої фіксації суттєвих реакцій і стимулів, що їх викликають. В цьому випадку процес відбору і фіксації передбачає властивість ДП «стискати масштаб часу», тобто відтворювати послідовність подій, які розвиваються за макроінтервали часу. Цей вид пам'яті пов'язаний з більш-менш складною і по-різному розгорнутою переробкою матеріалу.
Для того, щоб той чи інший матеріал закріпився у пам'яті, він повинен бути відповідним чином засвоєний суб'єктом. Таке засвоєння потребує певного часу, який називається консолідацією пам'яті. Згідно з концепцією часової організації пам'яті, слід пам'яті, який пройшов консолідацію і потрапив на зберігання до ДП, не піддається руйнівному впливу амнестичних агентів, які зазвичай стирають КП.
Концепція часової організації пам'яті, яка оперує поняттями КП, ДП і консолідація у наш час[коли?] піддається серйозній критиці. Не існує єдиної думки щодо часу утримання енграми у КП та ДП. На думку одних авторів, слід в КП зберігається протягом декількох секунд, а в ДП — від декількох секунд до декількох років, на думку інших, сліди в КП можуть зберігатися до декількох годин, а в ДП — від декількох годин — до декількох днів, після чого інформація переходить на вічне зберігання. Протиріччя, з якими стикаються теорії часової організації пам'яті, знімаються в теорії активної пам'яті, яку розвиває Т. М. Греченко, в якій підкреслюється роль функціонального стану в фіксації і відтворенні енграми.

### Теорія активної пам'яті
За теорією активної пам'яті поділ пам'яті на КП та ДП в загальноприйнятому розумінні неприйнятний, тому що уся пам'ять є постійною і довготривалою. Т. М. Греченко вводить поняття стану енграми, який визначає ступінь її готовності до відтворення. Тільки слід пам'яті, який перебуває в активному стані, є доступним для реалізації в поведінці. Енграми, які недоступні для використання, знаходяться в латентному, або неактивному, стані. Активність енграми представлена в електричній активності нейронів. Активна пам'ять — сукупність активованих «старих» і «нових» енграм. В даній теорії формування енграми і можливість її використання в поведінці знаходяться в залежності від стану структур мозку, які беруть участь у фіксації і вивільненні інформації.
Положення щодо вирішальної ролі неспецифічної системи мозку в процесах фіксації і відтворення слідів пам'яті стало основою гіпотези «одного сліду і двох процесів», яку запропонували MgGaugh J.L., Gold P.E. Вони звернули увагу на те, що при навчанні розвивається 2 процеси: формування власне енграми («чистого сліду») і її неспецифічне забезпечення активуючою системою мозку. Слід пам'яті набуває стійкості лише тоді, коли неспецифічна активація досягає оптимальних значень, що і забезпечує високу ефективність навчання і збереження сліду. За гіпотезою цих авторів слід в КП — це слід, який не повністю забезпечений неспецифічною модулюючою активацією, тому що її дія або ослаблена, або заблокована.
Факт залежності пам'яті від стану мозку добре відомий. Їхній взаємозв'язок відбитий в законі Єркса — Додсона про співвідношення між ефективністю фіксації і вилучення слідів пам'яті з одного боку та функціональним станом мозку — з іншого. Куполоподібна крива, яка описує їх співвідношення, вказує на існування оптимального функціонального стану для фіксації і здобування сліду пам'яті. Збереження сліду пам'яті в нервовій системі ще не гарантує його відтворення і використання в поведінці. Для цього необхідна участь модулюючої системи мозку, яка реактивувала б ці сліди пам'яті. Це правило розповсюджуються як на вроджені форми поведінки, так і на набуті навички, рухові стереотипи, умовні рефлекси тощо. Тому будь-яке порушення неспецифічної системи супроводжується дезорганізацією поведінки, або неможливістю її виконання.

### Перехід від КП до ДП
Виникає питання: як проходить перехід від короткочасного запису слідів до довготривалого, від короткочасної — до довготривалої пам'яті? Деякі вчені вважають, що в основі цих видів пам'яті лежить єдиний механізм (А. Мелтон), інші вважають, що існують два механізми з різними характеристиками (Дональд Бродбент, Дональд Гебб та інші).
Моністичний підхід полягає в тому, що слідам одиничних подій надаються такі ж структурні властивості, така ж «незворотність» і чутливість до інтерференції, як і слідам ДП.
Найпринциповіші твердження прибічників двох механізмів КП та ДП полягають у наступному:
1. КП включає «активні» сліди, в той час як ДП — «структурні».
2. КП базується на автономному розпаді слідів, а ДП характеризує «незворотні» сліди, які не підлягають розпаду.
3. КП втрачає свої елементи через перевантаження, вона не характеризується «асоціативністю» слідів. Неповне відновлення слідів в ДП пояснюється неповнотою сигналу відновлення, або інтерференцією.

Ще один підхід базується на розгляді пам'яті, як резонансної пастки для передбачуваного генотипом поглинання значущих повідомлень про оточення виділених способом стохастичного резонансу, керованого змінами стану внутрішнього середовища тіла. (Ф. А. Гой)

## Розлади пам'яті
Певні соматичні та психічні розлади, зокрема хвороба Альцгеймера, хвороба Паркінсона, деменція, неврози, депресія, розумова відсталість, отруєння важкими металами, розлади функції щитоподібної залози тощо спричинюють погіршення та у деяких важких випадках — навіть повну втрату пам'яті.

## Моделювання пам'яті
Для вивчення процесів, що відбуваються в мозку, широко використовуються різні моделі, у тому числі і комп'ютерне моделювання. Але в цілому пам'ять людини не редукується до електронно-цифрових процесів (операцій з сигналами «0» та «1»), а тому не відтворюється наявними комп'ютерними моделями.
Система пам'яті мозку принципово відрізняється від бінарної системи пам'яті комп'ютера: пригадування нами інформації не відбувається шляхом звертання до постійної адреси збереження. У комп'ютері кожна одиниця інформації має свою адресу — код, що потрібний для її отримання. Біологічна пам'ять теж використовує адреси, але варіює їх залежно від асоціацій і думок. Постійно накопичується дедалі більше доказів того, що у людини та інших високорозвинених істот пам'ять виникає як властивість мозку в цілому, а не як властивість окремих компонентів.

## Пам'ять у рослин
Деякі дослідники вважають, що у рослини Codariocalyx motorius є пам'ять, оскільки з часом молода рослина навчається краще рухати своїми листками.

### Книги
- Ерік Кендел (2006). In search of memory: the emergence of a new science of mind (1st ed). New York: W.W. Norton & Co. ISBN 0-393-05863-8.
- Radvansky, Gabriel A. (2021). Human memory (4th edition). New York, NY. ISBN 978-0-367-25291-5

### Журнали
- Journal of Experimental Psychology: Learning Memory and Cognition
- Learning and Memory
- Neurobiology of Learning and Memory